# Březinka

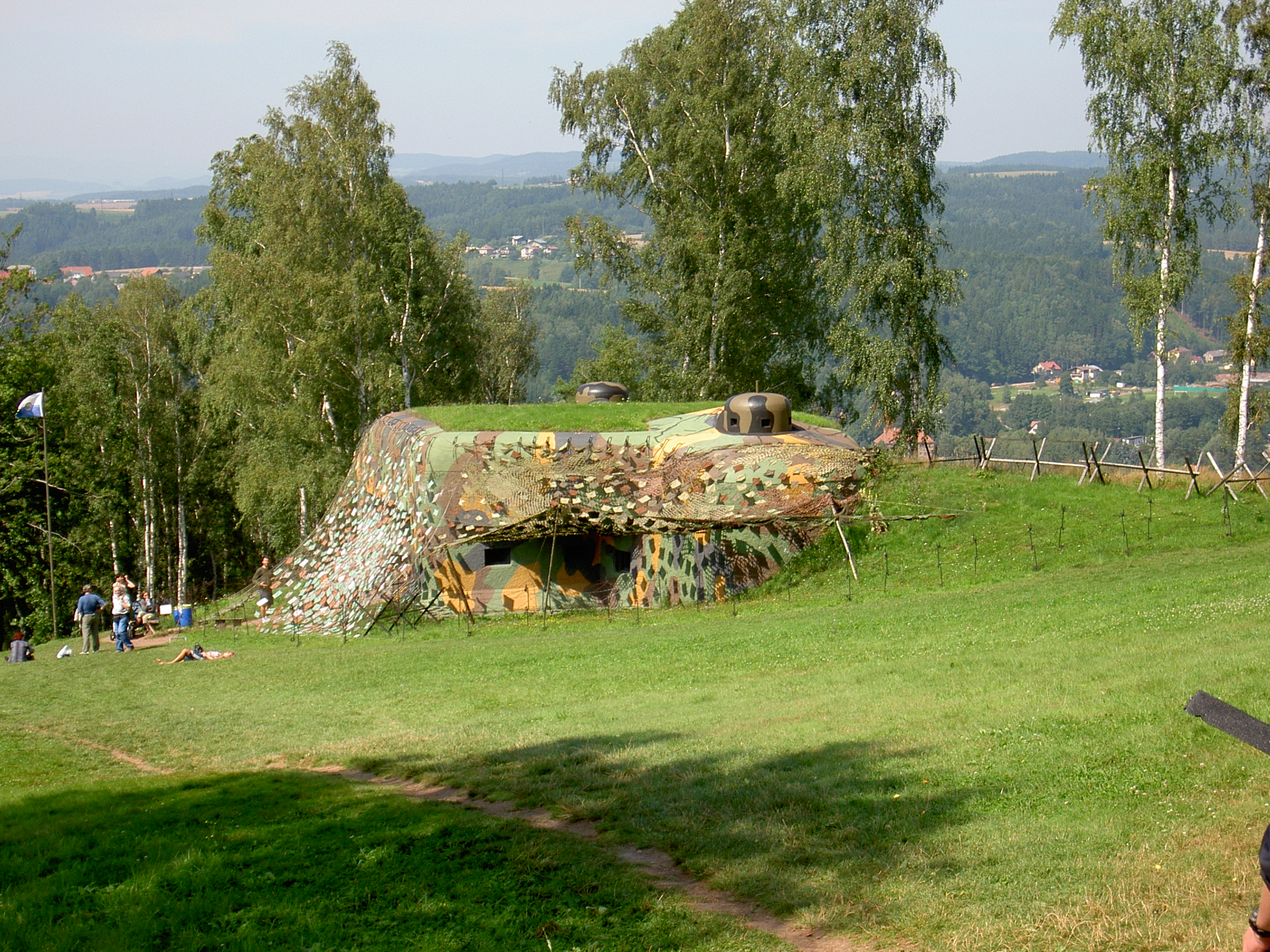
N-S 82 Březinka

Březinka var en del av den tjeckoslovakiska försvarslinje som skulle skydda landet från ett tyskt anfall under andra världskriget. Idag fungerar området som ett museum.